# Ле Дуарен, Николь
Николь Ле Дуарен (фр. Nicole Marthe Le Douarin; род. 20 августа 1930, Лорьян, Франция) — французский биолог. Труды посвящены биологии развития химер.
Член Французской академии наук (1982), Папской академии наук (1999), иностранный член Лондонского королевского общества (1989) и Национальной академии наук США (1989).

## Награды
- Командор ордена Академических пальм
- 1986 — Золотая медаль Национального центра научных исследований
- 1986 — Премия Киото
- 1993 — Премия Луизы Гросс Хорвиц
- 1995 — Большой крест ордена «За заслуги»
- 1998 — Большая золотая медаль SEP
- 2003 — Премия Чино дель Дука
- Pearl Meister Greengard Prize[англ.] (2004)
- 2007 — Премия Ральфа Джерарда[нем.]
- 2010 — Большой крест ордена Почётного легиона[5].